# Archanara orientalis
Archanara orientalis är en fjärilsart som beskrevs av Wagner 1930. Archanara orientalis ingår i släktet Archanara och familjen nattflyn. Inga underarter finns listade i Catalogue of Life.